# Balijská království
Balijské království, resp. balijská království byly hinduisticko-buddhistické státy v Indonésii v období počátku 10. až do 20. století nacházející se na ostrově Bali a částečně se svými satelity (či vazaly) ovládaly také okolní souostroví Malé Sundy.

## Historie

### Rané království
Formování raného království na ostrově spadá do počátku 10. století. Za datum vzniku království je považován rok 914, během něhož byla vztyčena kamenná stéla ze Sanuru, na níž historicky první král informuje o svém úspěšném tažení na ostrově v balijštině i sanskrtu. Od dvanáctého století začíná mít na Bali sílící vliv sousední ostrov Jáva. Ve 14. století bylo Bali prostřednictvím jávské invaze podmaněno vládcem Madžapahitu. 

### Madžapahitské období

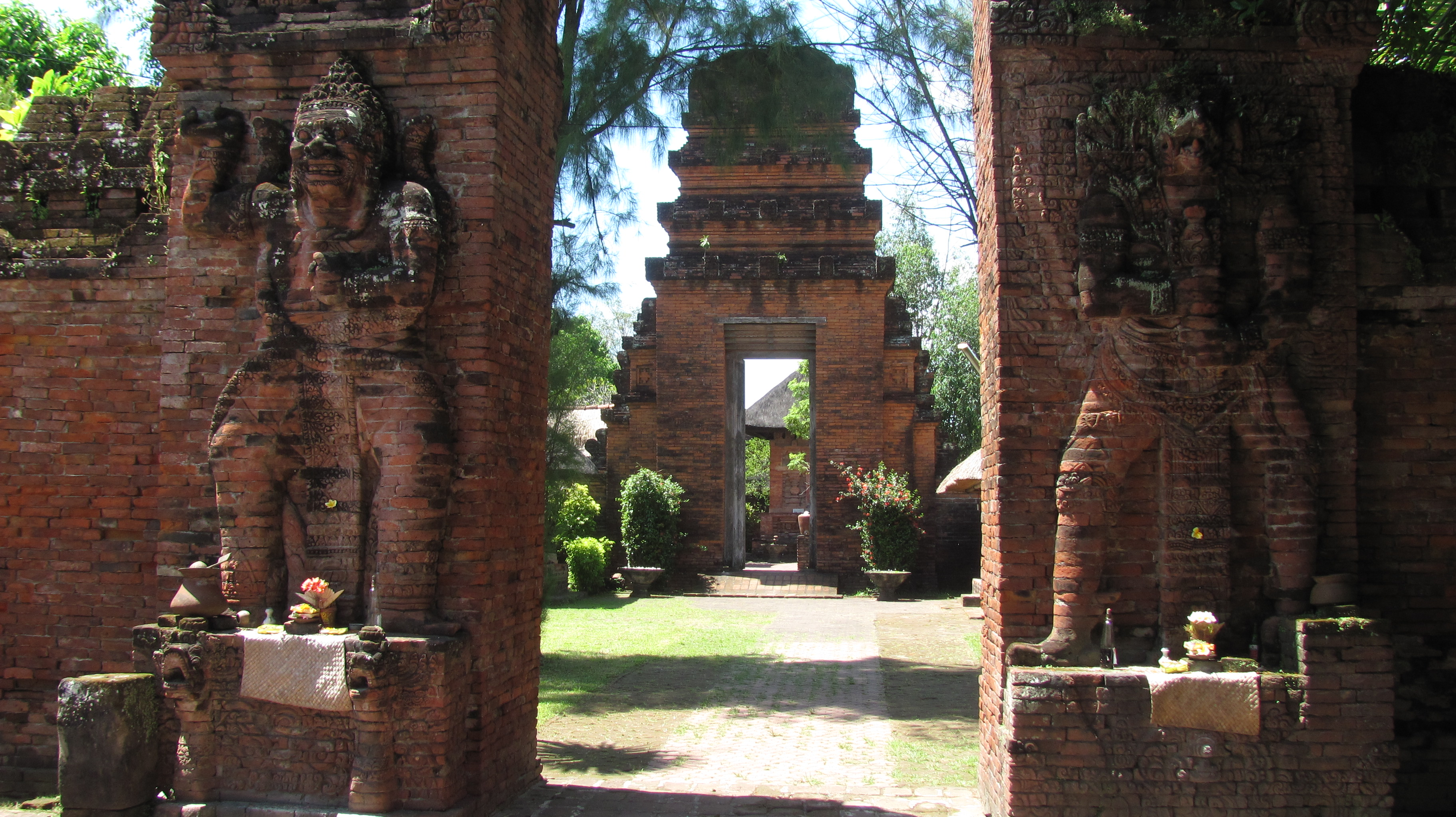
Pura Maospahit („Madžapahitský chrám“) v Denpasaru je příkladem madžapahité architektury

V této době dochází vlivem Madžapahitské říše k rozsáhlým společenským a kulturním změnám, kdy je podobně jako v Indii zaveden kastovní systém, což všichni obyvatelé Bali nepřijímají s nadšením a ve snaze se ubránit cizím novotám se někdy i celé skupiny odebírají do odlehlých pralesů a hor, aby zde založily samostatné osady. V důsledku toho žije do současnosti vnitrozemské obyvatelstvo zcela odlišným způsobem, než je tomu u pobřežních oblastí. Po pádu Madžapahitu se začal na Jávě vzmáhat islám, který si brzy podmaňuje celý ostrov. Před ním prchá na Bali také královská rodina a místní ostrované se vydávají vlastní cestou. Balijci zůstali navzdory těmto událostem věrni svému hinduistickému a buddhistickému vyznání a tradicím, přičemž jako jeden z mála indonéských národů si zachovali svou místní specifickou formu hinduismu.

### Devět království

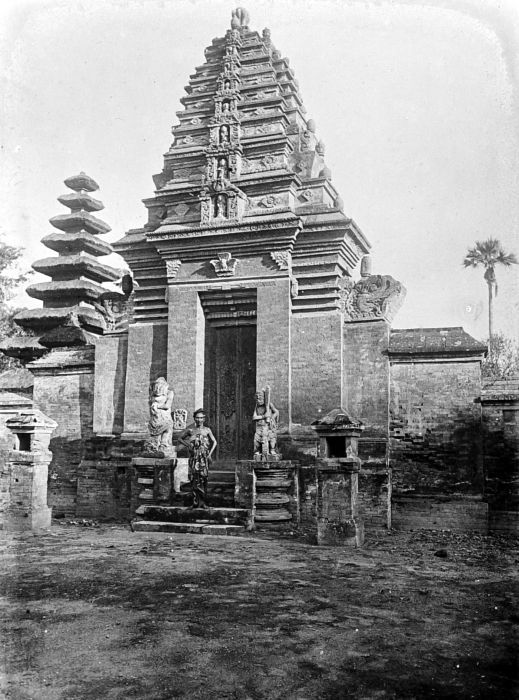
Brána chrámu, Gelgel (kdysi královské hl. město)

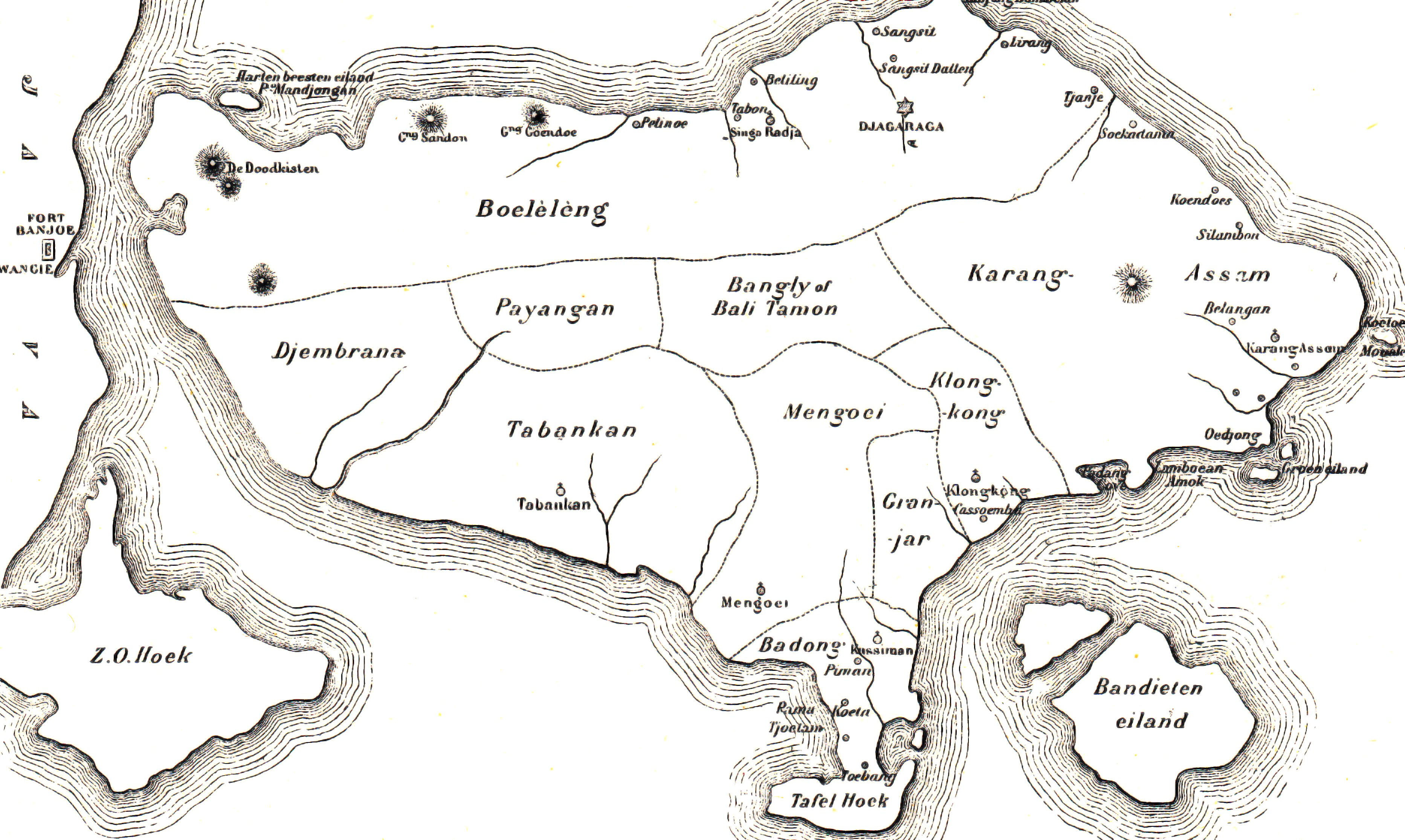
Mapa devíti království, zač. 20. století

Od roku 1651 se království Gelgel po vnitřním konfliktu rozpadá a nové královské sídlo se přesunulo do Klungkungu, čtyři kilometry vzdáleného od Gelgelu. Noví vládci nicméně neměli dostatečný vliv na to, aby udrželi království pohromadě a ostrovní stát se rozpadl na devět malých království. Koncem 16. století se na Bali postupně začali vyloďovat nizozemské expedice a velmi rychle se usazují, i když s nápadem kolonizace přicházejí až o dvě století později. Nizozemci sebou na Bali přinášeli křesťanství a místní trh rozšířili o obchod s rýží, opiem, otroky a ženami. Kvetoucího trhu na ostrově si poprvé začali všímat Britové.
V roce 1816 Britové ovládli okolní ostrovy a bouřící se Bali podrobili své nadvládě ozbrojenými silami, podobně jako tomu bylo u kolonie Singapur či městského státu Hongkong, avšak jen o dva roky později ostrov vracejí zpět Nizozemcům, kteří si nyní počínali s daleko větším důrazem na podmanění domorodých zákonů a zvyklostí. Ve snaze ostrov ovládnout se Nizozemci pokusili o zajetí vládnoucích panovnických rodů ostrova, ovšem to se jim nepodařilo, protože jejich příslušníci dali raději přednost sebevraždě před zajetím. Až na počátku 20. století bylo Bali definitivně Nizozemskem anektováno.
V průběhu druhé světové války celou Indonésii okupovalo Japonsko.

## Galerie

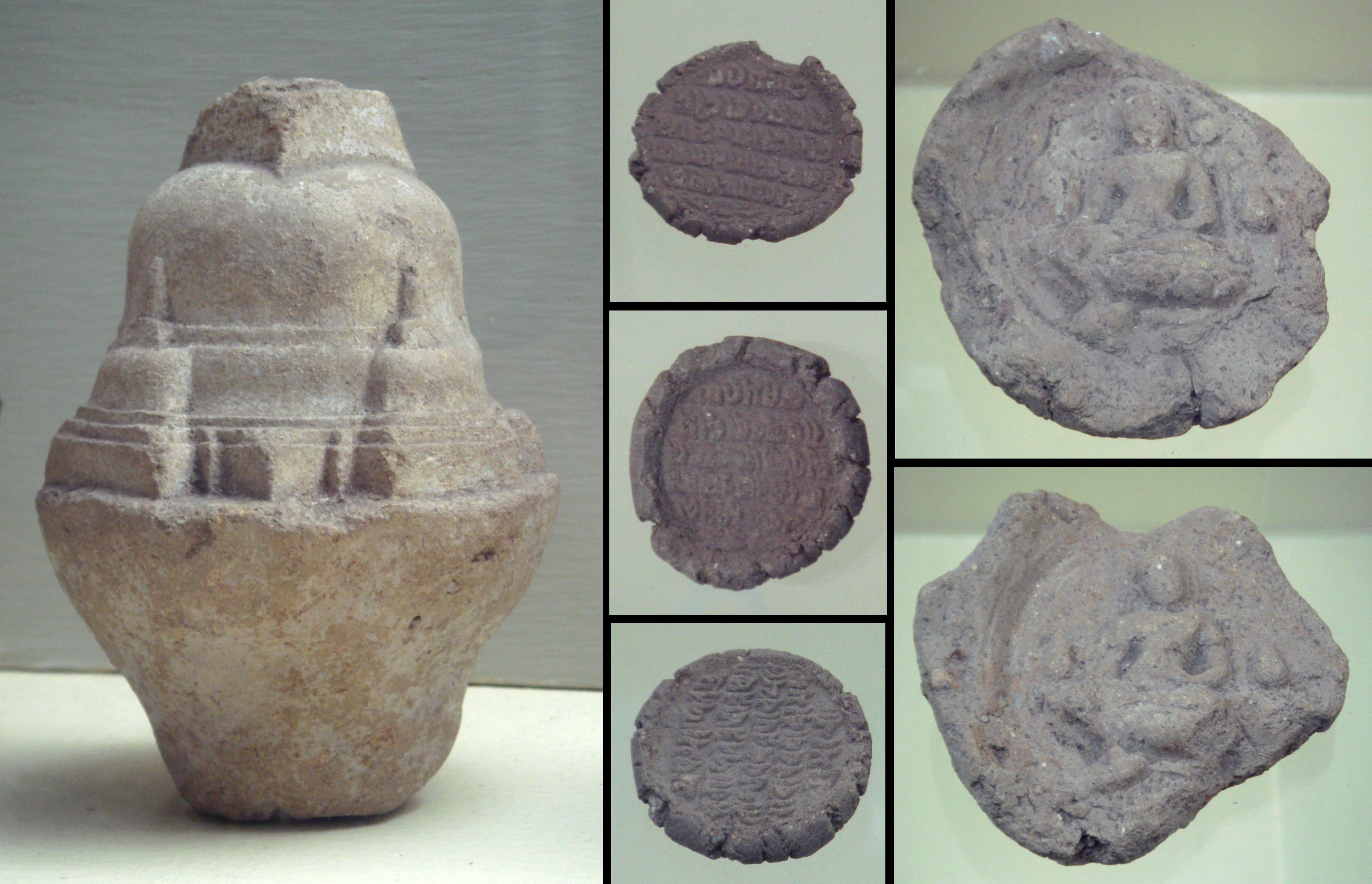
Buddhistické votivní předměty z 8. století
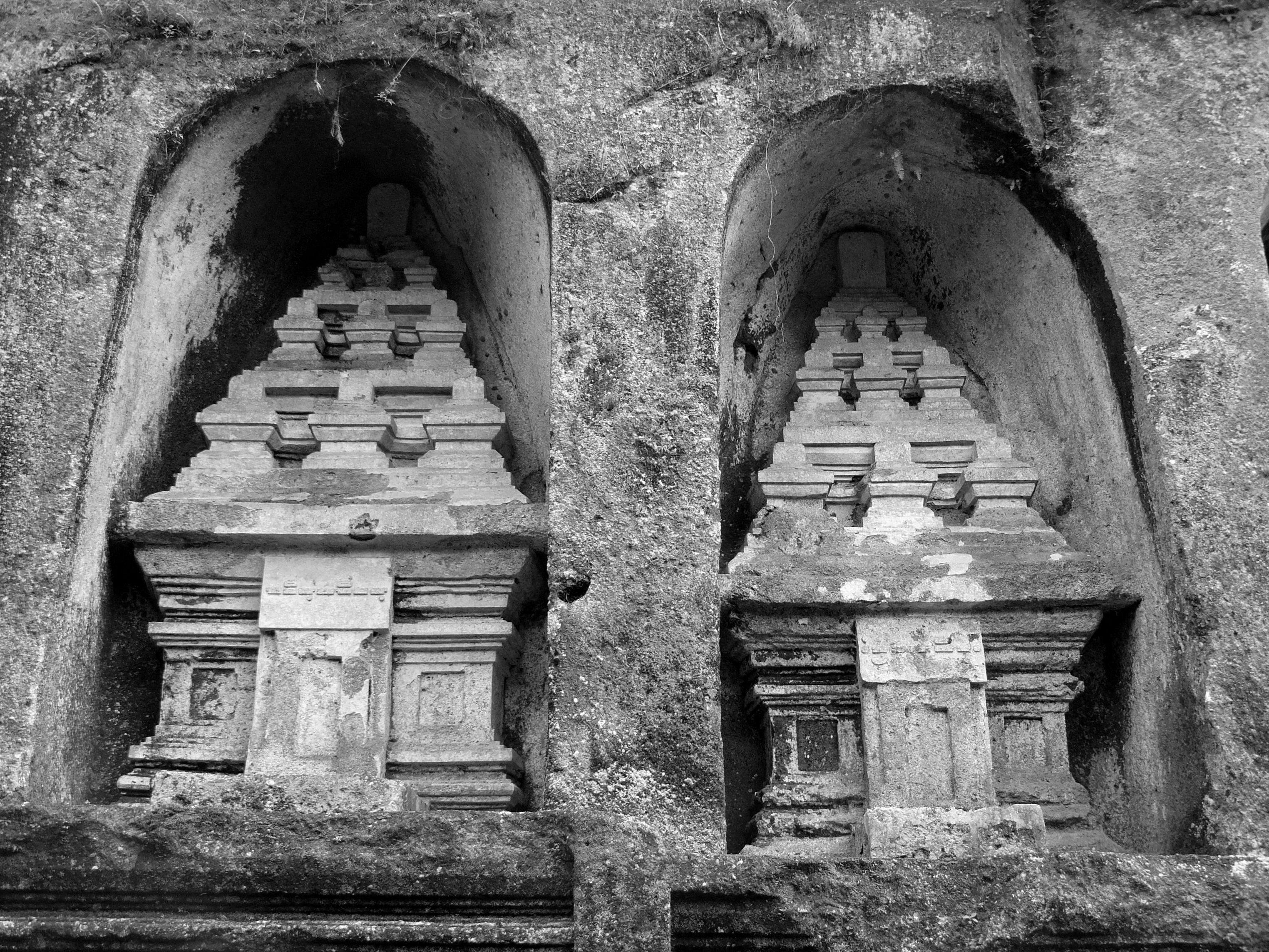
Vytesané svatyně vytvořené po vzoru Jávy z období království Medang
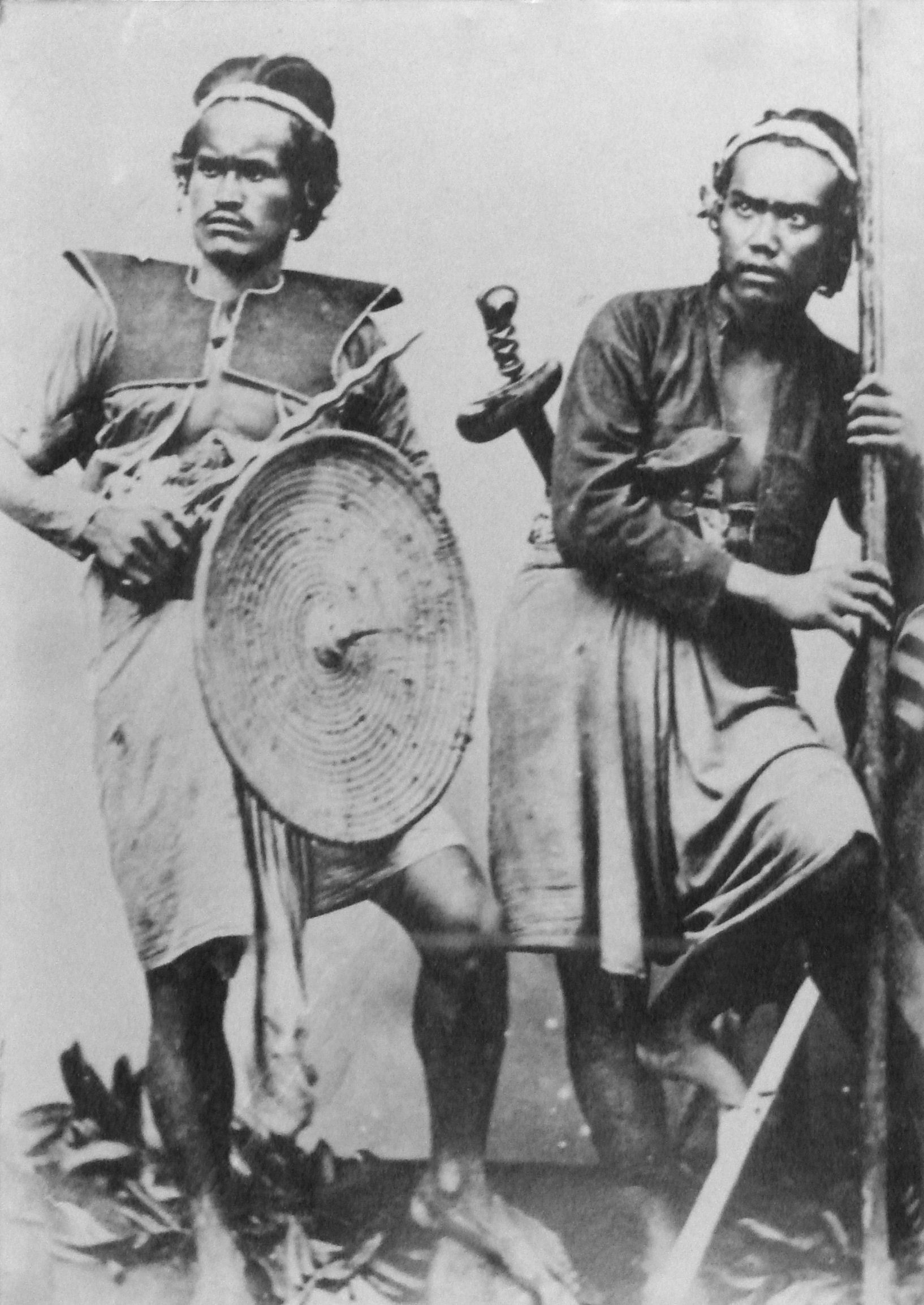
Balijští vojáci 80. let 19. století
Balijská obchodní vlajka, kterou zobrazují evropské zdroje od 18. století
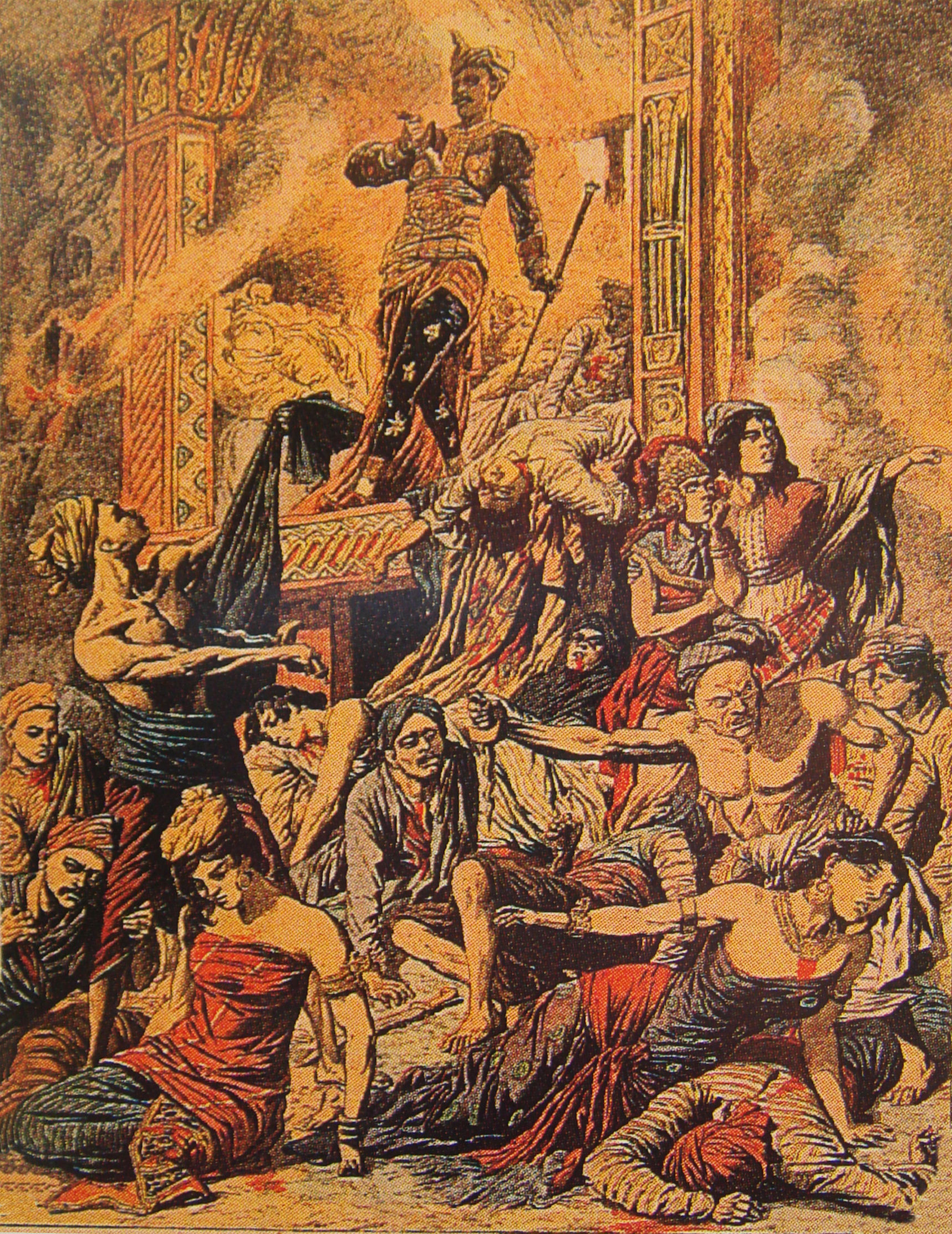
Sebevražda rádži Bulelengu s 400 jeho stoupenci
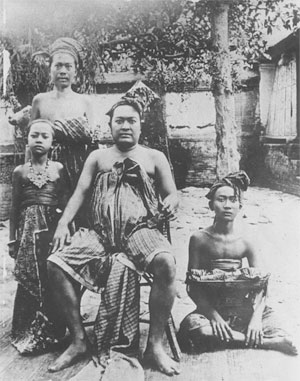
Dewa Agung, král Klungkungu, rok 1908